# Don Matteo
Don Matteo è una serie televisiva italiana prodotta da Lux Vide in collaborazione con Rai Fiction, trasmessa in prima visione su Rai 1 a partire dal 7 gennaio 2000.

## Trama
Nel 1999 il sacerdote cattolico don Matteo, dopo aver trascorso moltissimi anni all'estero come missionario, torna nella sua regione natìa, l'Umbria, e diventa parroco della chiesa di San Giovanni Battista di Gubbio, incarico ottenuto grazie al suo amico vescovo Guido. Nella 9ª stagione diventa parroco della chiesa di sant'Eufemia di Spoleto.
Grazie all'amicizia e alla collaborazione con il maresciallo Nino Cecchini, il presbitero si occupa dei casi seguìti dai Carabinieri e spesso contribuisce a risolverli grazie a un indizio decisivo, che talvolta gli arriva per intuizione innata.
La sua attività di investigatore, però, non è molto gradita né agli ecclesiastici suoi superiori – non presenti in tutte le stagioni – né ai capitani che si susseguono nella locale caserma dei Carabinieri, i quali cercano di tenerlo lontano dalle indagini, pur avendo molta stima per lui.
Don Matteo è gentile e disponibile verso tutti e mostra una straordinaria capacità amorevole verso le persone coinvolte nel caso, anche nei confronti degli assassini. C'è da considerare che molto spesso il protagonista si trova di fronte a casi di omicidio colposo o preterintenzionale, oppure casi di eccesso colposo di legittima difesa, in cui la vittima diventa tale perché stava facendo del male al colpevole.
Don Matteo, in quasi tutti gli episodi, cita le parole di figure storiche ritenute molto importanti dai credenti della sua religione (come ad esempio Teresa di Calcutta o Agostino d'Ippona), oppure cita direttamente le parole di Gesù e degli apostoli, traendone un insegnamento di tipo catecumenale. Sporadicamente, ha citato qualche massima relativa ad altre religioni e ancora più di rado ha citato opere di matrice laica, come la canzone Quelli che benpensano nella prima stagione.
Don Matteo vive in canonica con il sagrestano Pippo – universalmente conosciuto soltanto con questo nomignolo – e con la perpetua Natalina Diotallevi.
Dalla 1ª alla 3ª stagione gli episodi hanno una struttura narrativa di tipo stand-alone: la trama è incentrata quasi totalmente sul genere giallo – con casi da risolvere totalmente scollegati l'uno dall'altro – e presenta pochissime deviazioni verso la commedia. A partire dalla 4ª stagione viene dato maggior peso al genere commedia, e inoltre viene introdotta una sottotrama (che si sviluppa continuativamente da un episodio all'altro) relativa alle vicende sentimentali dei capitani che si sono susseguiti nella serie. La sottotrama sentimentale ha occupato uno spazio via via sempre maggiore nel corso delle stagioni successive, e dall'8ª stagione tale sottotrama coinvolge anche i PM di Gubbio e Spoleto, che quasi mai hanno una relazione esclusivamente professionale con il capitano del momento. Sempre a partire dalla 8ª stagione, viene aggiunta una ulteriore sottotrama incentrata sulle vicende degli adolescenti e dei bambini ospitati in canonica, talvolta intrecciate con i misteri da risolvere. Solitamente, i giovani ospiti della canonica sono orfani, abbandonati dai genitori oppure provenienti da situazioni socio-economiche disagiate e per questo motivo presentano inizialmente un carattere difficile e scontroso, che don Matteo ha la missione di ammorbidire nel corso del tempo.
A metà della 13ª stagione, don Matteo viene sostituito come parroco a Spoleto da don Massimo Sartori, che inizialmente non viene accolto bene da Cecchini e dagli altri personaggi. Tuttavia, riesce gradualmente a conquistare la loro fiducia e stima. In seguito si scopre che don Massimo è un ex sottufficiale di un'unità speciale dell'Arma dei Carabinieri, i Cacciatori di Calabria, che ha nascosto la sua identità per la sua incolumità, perché le persone alle quali ha dato la caccia da carabiniere avrebbero potuto rintracciarlo. Il suo vero nome viene rivelato da un criminale nell'ultima puntata della 13ª stagione: Matteo Mezzanotte. Tuttavia, nonostante la rivelazione del nome anagrafico, il protagonista viene comunemente chiamato don Massimo, anziché don Matteo.

## Episodi
| Stagione                 | Episodi | Inizio prima TV   | Fine prima TV    |
| ------------------------ | ------- | ----------------- | ---------------- |
| Prima stagione           | 16      | 7 gennaio 2000    | 20 febbraio 2000 |
| Seconda stagione         | 16      | 21 ottobre 2001   | 9 dicembre 2001  |
| Terza stagione           | 16      | 27 settembre 2002 | 15 novembre 2002 |
| Quarta stagione          | 24      | 19 febbraio 2004  | 6 maggio 2004    |
| Quinta stagione          | 24      | 1º febbraio 2006  | 27 aprile 2006   |
| Sesta stagione           | 24      | 17 gennaio 2008   | 10 aprile 2008   |
| Settima stagione         | 24      | 10 settembre 2009 | 26 novembre 2009 |
| Ottava stagione          | 24      | 15 settembre 2011 | 8 dicembre 2011  |
| Nona stagione            | 26      | 9 gennaio 2014    | 10 aprile 2014   |
| Decima stagione          | 26      | 7 gennaio 2016    | 14 aprile 2016   |
| Undicesima stagione      | 25      | 11 gennaio 2018   | 19 aprile 2018   |
| Dodicesima stagione      | 10      | 9 gennaio 2020    | 19 marzo 2020    |
| Tredicesima stagione     | 10      | 31 marzo 2022     | 26 maggio 2022   |
| Quattordicesima stagione | 10      | 17 ottobre 2024   | 19 dicembre 2024 |

## Personaggi e interpreti

### Personaggi principali
- Don Matteo Minelli/Bondini (stagioni 1-13), interpretato da Terence Hill.
- Antonio/Antonino "Nino" Cecchini (stagione 1-in corso), interpretato da Nino Frassica.
- Flavio Anceschi (stagioni 1-5, ricorrente 13), interpretato da Flavio Insinna.
- Natalina Diotallevi (stagione 1-in corso), interpretata da Nathalie Guetta.
- Giuseppe/Filippo "Pippo" Gimignani-Zarfati (stagione 1-in corso), interpretato da Francesco Scali.
- Pietro Ghisoni (stagioni 1-3, 5-in corso), interpretato da Pietro Pulcini.
- Nerino Bertolacci (stagioni 1-3, guest star 4), interpretato da Claudio Ricci.
- Elide (stagioni 1-3), interpretata da Evelina Gori.
- Vescovo Guido (stagioni 1-2), interpretato da Gastone Moschin.
- Caterina Pappamozzi (stagioni 2-11), interpretata da Caterina Sylos Labini.
- Patrizia Cecchini (stagioni 2-8), interpretata da Pamela Saino.
- Vescovo di Gubbio (stagione 3), interpretato da Renato Carpentieri.
- Laura Respighi (stagioni 4-5), interpretata da Milena Miconi.
- Linetti (stagione 4), interpretato da Andrea Cereatti.
- Camilla (stagione 4), interpretata da Sara Santostasi.
- Tommaso (stagione 5), interpretato da Steven Manetto.
- Giulio Tommasi (stagioni 6-10, guest star 12, ricorrente 14), interpretato da Simone Montedoro.
- Suor Maria (stagioni 6-12), interpretata da Astra Lanz.
- Severino Cecchini (stagioni 6-10), interpretato da Giuseppe Sulfaro.
- Jamila (stagione 6), interpretata da Shukri Said.
- Andrea Conti (stagione 8), interpretata da Eleonora Sergio.
- Laura Belvedere (stagioni 8-10), interpretata da Laura Glavan.
- Rosalia "Lia" Cecchini (stagioni 9-10, guest star 12), interpretata da Nadir Caselli.
- Bianca Venezia (stagione 9, guest star 12), interpretata da Giorgia Surina.
- Tomás Martinez (stagioni 9-10), interpretato da Andrés Gil.
- Sabrina Esposito (stagione 10), interpretata da Dalila Pasquariello.
- Margherita Colognese (stagione 10), interpretata da Sara Zanier.
- Gualtiero Ferri (stagione 10), interpretato da Dario Cassini.
- Gianni Barba (stagione 10-in corso), interpretato da Francesco Castiglione.
- Anna Olivieri (stagioni 11-13, guest star 14), interpretata da Maria Chiara Giannetta.
- Marco Nardi (stagioni 11-13, guest star 14), interpretato da Maurizio Lastrico.
- Elisa Olivieri (stagione 11-in corso), interpretata da Pamela Villoresi.
- Chiara Olivieri (stagione 11), interpretata da Teresa Romagnoli.
- Giovanni Santucci (stagione 11), interpretato da Cristiano Caccamo.
- Romeo Zappavigna (stagioni 11-13), interpretato da Domenico Pinelli.
- Rita Trevi (stagione 11), interpretata da Giulia Fiume.
- Sofia Gagliardi (stagioni 11-12), interpretata da Mariasole Pollio.
- Sebastiano (stagione 11), interpretato da Federico Russo.
- Cosimo Farina (stagione 11), interpretato da Federico Ielapi.
- Sergio La Cava (stagione 12, guest star 13), interpretato da Dario Aita.
- Sara Santonastasi (stagione 12), interpretata da Serena Iansiti.
- Jordi Ferrazzoli (stagione 12), interpretato da Pasquale Di Nuzzo.
- Ines La Cava (stagioni 12-13), interpretata da Aurora Menenti.
- Don Massimo Sartori/Matteo Mezzanotte (stagione 13-in corso), interpretato da Raoul Bova.
- Valentina Anceschi (stagione 13), interpretata da Emma Valenti.
- Federico Limoni (stagione 13), interpretato da Mattia Teruzzi.
- Greta Alunni (stagione 13), interpretata da Giorgia Agata.
- Diego Martini (stagione 14-in corso), interpretato da Eugenio Mastrandrea.
- Giulia Mezzanotte (stagione 14-in corso), interpretata da Federica Sabatini.
- Vittoria Guidi (stagione 14), interpretata da Gaia Messerklinger.

### Personaggi secondari
- Antonio Lauro (stagione 1), interpretato da Valerio Santoro.
- Giovanni Della Valle (stagione 1), interpretato da Mauro Pirovano.
- Assuntina Cecchini (stagioni 2-11, guest star 12), interpretata da Giada Arena (st. 2-8), Giusy Buscemi (st. 9) e Simona Di Bella (st. 10-11, guest star 12).
- Ludovico Tommasi (stagione 6), interpretato da Toni Garrani.
- Clara Tommasi (stagioni 6, 8-9), interpretata da Simona Marchini.
- Amanda Patriarchi (stagioni 6-7), interpretata da Ilaria Spada.
- Monsignor Benelli (stagioni 6-7), interpretato da Philippe Leroy.
- Susi Dallara (stagione 7-in corso), interpretata da Sydne Rome.
- Agostino (stagioni 7-8), interpretato da Andrea Pittorino.
- Fernando (stagione 8), interpretato da Bruno Cabrerizo.
- Dario (stagioni 8-9), interpretato da Daniele La Leggia.
- Martina Tommasi (stagioni 9-10, 14-in corso), interpretata da Emma Reale (st. 9-10) e da Roberta Volponi (st. 14-in corso).
- Ester Natalina Belvedere (stagioni 9-10), interpretata da Letizia Arnò.
- Spartaco (stagione 9-in corso), interpretato da Spartaco Grilli.
- Carlo Brega (stagione 9), interpretato da Marco Bonini.
- Aldo Ciarulli (stagione 9), interpretato da Christian Ginepro.
- Nisha Nasrin (stagione 9), interpretata da Gonsal Hewage Praveena Ashani.
- Vescovo di Gubbio (guest star stagione 9), interpretato da Nino Fuscagni.
- Lucrezia Volpi (stagione 10), interpretata da Maria Rosaria Russo.
- Alberto Torre (stagione 10), interpretato da Gabriele De Pascali.
- Daniele Orsini (stagione 10), interpretato da Raniero Monaco di Lapio.
- Alice (stagione 11), interpretata da Anna Godina.
- Vescovo di Spoleto (stagione 13-in corso), interpretato da Giancarlo Magalli.
- Dottor Alunni (stagione 13), interpretato da Giovanni Izzo.
- Clementino Limoni (stagione 13), interpretato da Federico Ciani.
- Bartolomeo "Bart" Bonacina (stagione 14-in corso), interpretato da Francesco Baffo.
- Mario La Talpa (stagione 14), interpretato da Mario Coco.
- Adelina Rosato/Adele Dubois (stagione 14-in corso), interpretata da Olivia Manescalchi.
- Egidio Spaccapietra (stagione 14), interpretato da Federico Maria Galante.
- Ivan Berlendis (stagione 14), interpretato da Fabio Fulco.

## Produzione

### Ideazione e caratteristiche
La serie nacque nel 1998 da un'idea del regista Enrico Oldoini. Il responsabile del format di serie è Alessandro Jacchia. Gli autori del soggetto di serie, in quanto tali sempre accreditati nei titoli di testa anche dopo la prima stagione, sono Alessandro Bencivenni, Enrico Oldoini e Domenico Saverni.
I produttori della serie sono Matilde Bernabei e Luca Bernabei.
Il primo protagonista della serie, don Matteo, è interpretato da Terence Hill. Il secondo protagonista, don Massimo alias don Matteo Mezzanotte, è interpretato da Raoul Bova.
Durante la fase di ideazione, il titolo provvisorio della serie era Il diavolo e l'acqua santa e per il ruolo del protagonista si era pensato a Lino Banfi o a Giancarlo Magalli. All'epoca Terence Hill si stava preparando a interpretare un ruolo di sacerdote-investigatore per Mediaset, che però fece saltare tutto a causa del concomitante progetto Rai. A quel punto la Lux Vide chiese a Terence Hill, ormai liberato, di interpretare la propria serie tv. Nel soggetto di serie provvisorio, il protagonista si chiamava Teodoro, ma questo nome non convinse affatto Terence Hill, che lo fece cambiare con il suo sinonimo Matteo. Entrambi i nomi significano "dono di Dio". Questa è, in assoluto, la prima opera audiovisiva in cui Terence Hill ha recitato con la propria voce: in tutte le produzioni antecedenti a Don Matteo, infatti, i personaggi interpretati da Hill erano sempre stati doppiati.
Nelle prime sei stagioni la serie è stata girata in 14:9, poi dalla settima stagione all'undicesima in 16:9 (riadattando dal 2017 anche le precedenti stagioni a tale formato), e infine dalla dodicesima nel formato 2:1, noto anche come 18:9.
Gli autori delle musiche sono Pino Donaggio (st.1-10 e st. 12+) e Andrea Guerra (st.11+). Nell'undicesima stagione, la nuova sigla composta e le nuove musiche composte, entrambe composte da Andrea Guerra, hanno scaturito diverse critiche e proteste da parte del pubblico, motivo per cui nella dodicesima stagione è tornata la storica sigla, composta da Pino Donaggio e che negli anni ha avuto due arrangiamenti, mentre sono rimaste le nuove musiche.

### Trasmissione e sviluppo
La serie è trasmessa in prima visione su Rai 1 e viene mandata in onda in replica su Rai Premium, su San Marino RTV e in passato su TV2000; inoltre, è disponibile in modalità on demand sulla piattaforma RaiPlay. Nel corso degli anni è stata esportata dalla Rai in vari Paesi, tra cui Slovacchia, Germania, Francia, Finlandia, Spagna, Romania, Giappone Corea del Sud e Australia.
La prima stagione è stata girata nel 1998-1999, con il primo ciak avvenuto il 19 ottobre 1998, e diretta da Enrico Oldoini. La messa in onda è iniziata il 7 gennaio 2000 e terminata il 20 febbraio seguente.
La seconda stagione è stata girata nel 2001 e diretta da Andrea Barzini e Leone Pompucci. La messa in onda è iniziata il 21 ottobre 2001 e terminata il 9 dicembre seguente.
La terza stagione è stata girata nel 2002 e diretta da Andrea Barzini, Enrico Oldoini e Leone Pompucci. La messa in onda è iniziata il 27 settembre 2002 e terminata il 15 novembre seguente.
La quarta stagione è stata girata nel 2003-2004 e diretta da Andrea Barzini e Giulio Base. La messa in onda è iniziata il 19 febbraio 2004 e terminata il 6 maggio seguente.
La quinta stagione è stata girata nel 2005-2006 e diretta da Giulio Base, Carmine Elia ed Elisabetta Marchetti. La messa in onda è iniziata il 1º febbraio 2006 e terminata il 27 aprile seguente.
La sesta stagione è stata girata nel 2007-2008 e diretta da Giulio Base, Fabrizio Costa ed Elisabetta Marchetti. La messa in onda è iniziata il 17 gennaio 2008 e terminata il 10 aprile seguente.
La settima stagione è stata girata nel 2009 e diretta da Giulio Base e Lodovico Gasparini. La messa in onda iniziata il 10 settembre 2009 e terminata il 26 novembre seguente.
L'ottava stagione è stata girata nel 2011 e diretta da Giulio Base, Carmine Elia, Fernando Muraca e Salvatore Basile. La messa in onda è iniziata il 15 settembre 2011 e terminata l'8 dicembre seguente.
La nona stagione è stata girata nel 2013 e diretta da Monica Vullo, Luca Ribuoli e Jan Maria Michelini. La messa in onda è iniziata il 9 gennaio 2014 e terminata il 10 aprile seguente.
La decima stagione è stata girata nel 2015 e diretta da Jan Maria Michelini, Daniela Borsese e Monica Vullo. La messa in onda è iniziata il 7 gennaio 2016 e terminata il 14 aprile seguente.
L'undicesima stagione è stata girata nel 2017 e diretta da Jan Maria Michelini, Alexis Sweet e Raffaele Androsiglio. La messa in onda è iniziata l'11 gennaio 2018 e terminata il 19 aprile seguente.
La dodicesima stagione è stata girata dal 29 aprile 2019 al 28 gennaio 2020 e diretta da Raffaele Androsiglio negli episodi dall'1 al 5, e da Cosimo Alemà negli episodi dal 6 al 10. La messa in onda è iniziata il 9 gennaio 2020 e terminata il 19 marzo seguente.
Poco dopo il termine della dodicesima stagione, viene confermata la produzione della tredicesima, le cui riprese sono iniziate il 31 maggio 2021 e si sono concluse il 13 febbraio 2022. Prima che iniziassero le riprese, è stata diffusa la notizia che non ci sarebbe stata «nessuna sostituzione» per il protagonista. Poi, invece, Terence Hill ha deciso di lasciare la serie: il suo personaggio esce di scena al termine della 4ª puntata. Nelle puntate successive, Terence Hill viene sostituito da Raoul Bova, che interpreta Don Massimo, il nuovo parroco di Spoleto. A tal proposito, in un'intervista a Super Guida TV, il regista Jan Michelini, che ha diretto Terence Hill per ben 35 episodi nella serie, ha dichiarato: «Il suo addio alla serie segna la fine di un’epoca ma Terence ci dà una testimonianza di un incredibile spirito che è rimasto giovane e che lo rimarrà per sempre. Ha sempre dimostrato di essere professionale oltre che essere un esempio umano per tutti noi. Sono convinto che Terence farà molto altro dopo Don Matteo.» La messa in onda della tredicesima stagione è iniziata il 31 marzo 2022 e si è conclusa il 26 maggio seguente.
Qualche giorno dopo il termine della tredicesima stagione, la serie viene ufficialmente confermata per la quattordicesima, con altre 10 puntate da 100 minuti. Le riprese sono iniziate il 19 giugno 2023 e si sono concluse il 28 marzo 2024. La messa in onda è iniziata il 17 ottobre 2024 e terminata il 19 dicembre seguente.
Al termine della quattordicesima stagione, viene annunciato il rinnovo per la quindicesima, prevista per la primavera 2026, le cui riprese sono iniziate il 9 giugno 2025. Tra le new entry spicca Valeria Fabrizi, che riprenderà il ruolo di Suor Costanza da Che Dio ci aiuti, dopo la prima apparizione avvenuta al termine dell'ottava stagione. Altra guest star prevista è Diletta Leotta.
Il ruolo del capitano dei Carabinieri è stato interpretato da Flavio Insinna (stagioni 1-5), Simone Montedoro (stagioni 6-10), Maria Chiara Giannetta (stagioni 11-13) e da Eugenio Mastrandrea (stagione 14-in corso).
Prima della sua morte, avvenuta nel 2016, il pubblico aveva più volte richiesto di fare partecipare Bud Spencer come guest star almeno in un episodio, al fine di ricomporre la storica coppia cinematografica. Tali richieste non furono esaudite.

## Luoghi delle riprese
L'ambientazione principale della serie dalla prima all'ottava stagione è stata Gubbio. Numerosi sono i luoghi interessati dalle riprese: la chiesa di Don Matteo si trova nella parte bassa del centro storico di Gubbio ed è infatti la Chiesa di San Giovanni Battista. Quest'ultima è stata utilizzata solamente nelle sue vesti esterne; gli interni utilizzati nella serie sono invece di una chiesetta appena fuori dal centro storico, quella di San Marziale, a due passi dalla funivia che conduce a Sant'Ubaldo. Sempre in piazza San Giovanni si trova la canonica, i cui interni sono stati riprodotti in un apposito set cinematografico a partire dalla quarta stagione.
Un'altra location della serie è indubbiamente la Caserma sede della Compagnia dei Carabinieri dove prestano servizio il Maresciallo Cecchini ed i Capitani Anceschi e Tommasi: l'edificio che ospita gli ambienti dei Carabinieri è infatti Palazzo Pretorio situato in piazza Grande, a un livello sopra piazza San Giovanni. Nella prima stagione l'ingresso della Caserma era su uno di lati corti, successivamente spostato sul lato lungo, che fronteggia Palazzo dei Consoli. Dalla prima alla terza stagione, proprio come per la canonica, gli interni utilizzati sono quelli reali, successivamente replicati abbastanza fedelmente in studio per motivi prettamente logistici. Nella realtà la Caserma è la sede del Municipio di Gubbio.
Altro luogo di culto per gli appassionati della serie è sicuramente Palazzo dei Consoli, che appare periodicamente, essendo affacciato direttamente su Palazzo Pretorio. Tra la terza, quarta e quinta stagione, è stato utilizzato come set per alcuni episodi, come ad esempio sede comunale di Laura Respighi. Altra location è il Bar Ducale in Piazza Grande, luogo di ritrovo di don Matteo e Cecchini, a oggi una memoria storica della serie, che al suo interno conserva fotogrammi delle riprese con dediche e autografi degli attori delle varie stagioni.
Nonostante Gubbio fosse l'unica ambientazione della serie, nelle prime tre stagioni il protagonista e i comprimari non nominavano quasi mai esplicitamente Gubbio, ma dicevano il paese. Si sottolinea che però era comunque chiaro che la serie fosse ambientata nella città eugubina. Ad esempio nel nono episodio della prima stagione, nella scena della foto segnaletica a don Matteo si può leggere Gubbio sul cartello, oppure all'inizio dell'episodio 14 della terza stagione la narratrice nomina esplicitamente Gubbio come sede del torneo di scacchi (nella stessa sequenza, il nome della città eugubina compare sul manifesto appeso alla facciata di Palazzo Pretorio; inoltre, nella sequenza successiva è uno degli organizzatori del torneo a menzionare Gubbio).
Per la settima stagione, le riprese in esterna, e alcune di quelle in interno, dell'ospedale, vengono girate all'ospedale San Giovanni Battista di Foligno.
A partire dalla nona stagione la serie si è spostata a Spoleto. Le location principali sono situate in piazza Duomo dove si trovano la sede della canonica, Santa Maria Assunta, nella realtà ingresso secondario al teatro e Palazzo Bufalini, trasformato per le riprese nella caserma. La basilica di Sant'Eufemia è invece la chiesa di Don Matteo, facente parte della sede arcivescovile. A pochi passi di distanza, lungo la scalinata che porta al Duomo si trova il Bar ristorante Tric Trac, gestito da Spartaco Grilli, interprete di sé stesso nella serie. La maggior parte degli interni, fatto salvo per le chiese e un paio di altri edifici, sono interamente ricostruiti all'interno dei set di Formello di proprietà della Lux Vide.
Sono state utilizzate anche alcune ambientazioni minori in Umbria:
- Assisi compare in alcuni episodi della prima serie quando don Matteo va dal vescovo.
- Perugia nell'episodio 5x10.
- Presso il comune di Narni sono state effettuate alcune riprese della quarta stagione.
- Bevagna è stata la sede di alcune riprese esterne della sesta e della settima stagione, qui sono ambientati ad esempio il "Bar delle Mura" (episodio 7x16), e il "Ristorante La Piccola India" (episodio 7x17).
- Presso il comune di Foligno sono state effettuate alcune riprese della settima stagione, in particolare, le scene girate all'esterno dell'ospedale San Giovanni Battista e all'esterno della casa circondariale.
- A Umbertide, comune dell'altotevere umbro, sono state girate numerose scene, come le riprese esterne dell'Abbazia di Montecorona, e la stazione centrale, considerata in alcune puntate del telefilm la stazione ferroviaria di Gubbio.[34]
- A Fossato di Vico, la cui stazione è considerata in alcune puntate della serie la stazione ferroviaria di Gubbio.[34]
- A Frascati è stata girata parte dell'episodio 5x07 (Legittima difesa).
- A Orvieto sono state girate alcune scene della nona stagione.
- Nella nona e nella decima stagione, nei brevi video che precedono le puntate, sono stati mostrati diversi luoghi caratteristici dell'Umbria. In tali video, intitolati "I viaggi del maresciallo Cecchini", compaiono diversi personaggi della serie che presentano, con delle scenette comiche, diversi luoghi.
- All'interno del palaghiaccio di Ussita sono state girate alcune scene dell'episodio 4x11 (I volteggi del cuore).

Inoltre:
- nella Città del Vaticano sono ambientati gli episodi 4x02 (Delitto in biblioteca) e 12x10 (Non desiderare la roba d'altri).
- a Campagnano di Roma è stata girata una parte dell'ottava stagione.

Nell'episodio 10x17 (L'amico ritrovato) appaiono alcune scene girate a Gubbio, vecchio luogo della serie.
La casa circondariale compare esteriormente dalla prima stagione, l'interno invece compare dalla terza. I luoghi dove sono state girate le scene della circondariale sono:
- Carcere circondariale di Civitavecchia nella prima stagione.
- Via Baldassini sotto a Palazzo dei Consoli a Gubbio nella seconda e terza stagione.
- Piazza San Pietro vicino all'omonima chiesa a Gubbio nella quarta stagione, nella prima metà della quinta e nell'ottava.
- Via Ducale vicino a Palazzo Ducale sempre a Gubbio dalla seconda metà della quinta stagione alla sesta.
- Piazza Don Michele Faloci Pulignani, 3 a Foligno nella settima stagione.
- Rocca Albornoziana a Spoleto dalla nona stagione.

## Accoglienza

### Critica
Nonostante il successo di pubblico e la longevità della serie, Don Matteo ha ricevuto talvolta critiche riguardo a vari aspetti strutturali e narrativi. Prima di tutto, è stato osservato come la fiction sia costruita su uno schema narrativo piuttosto rigido e ripetitivo: ogni episodio segue un percorso ben definito — presentazione del caso, indagine dei Carabinieri, intervento risolutivo di Don Matteo e conclusione morale — tanto che è stata definita da alcuni critici «una sorta di cerimonia laica».
Questo approccio, per alcuni spettatori e commentatori televisivi, rende la serie prevedibile e poco innovativa, soprattutto nelle stagioni più recenti. Inoltre, la figura centrale di Don Matteo è stata talvolta giudicata eccessivamente idealizzata: la sua capacità di risolvere ogni situazione con saggezza e intuito lo rende, secondo alcuni, un personaggio irrealistico e poco credibile.
La serie è stata anche criticata per l’utilizzo di stereotipi e per una certa semplificazione morale: la distinzione tra “buoni” e “cattivi” risulta spesso netta, e le soluzioni narrative tendono a privilegiare la redenzione personale e i valori religiosi rispetto a un approfondimento psicologico o giuridico più articolato.

### Primati
Secondo le rilevazioni statistiche di Auditel, questa serie è stata sempre vista da moltissimi telespettatori. In particolare, nel 2004 Don Matteo riuscì a sconfiggere lo spettacolo serale del Grande Fratello e, generalmente, nel corso delle varie stagioni, si è sempre aggiudicato la vittoria nella prima serata. Visti gli ottimi risultati di ascolto, il primo canale Rai ha costantemente ritrasmesso la serie in replica, principalmente durante l'estate ma talvolta anche durante il periodo di garanzia.
Umberto Eco, in un suo saggio sulla traduzione, prende come esempio il personaggio di don Matteo per l'introduzione anche nella lingua italiana dell'abitudine di origine anglosassone di riferirsi ai sacerdoti con il termine padre invece che come reverendo.
Federico Ruozzi nel testo Voci e immagini della fede: radio e tv (Istituto Treccani) rileva come tra le fonti di ispirazione che portarono alla definizione del personaggio possa essere citato padre Brown di Gilbert Keith Chesterton.
L'enciclopedia Treccani nella voce televisione cita quello di don Matteo tra gli esempi di successo improvviso e a volte misterioso di serie e personaggi televisivi legati ai buoni sentimenti.

## Remake
Don Matteo ha dato origine alla serie remake polacca Ojciec Mateusz, in onda su TVP1 dal 2008. Il ruolo equivalente a quello di don Matteo è interpretato da Artur Żmijewski. L'azione della serie si svolge nella città di Sandomierz, che secondo gli autori polacchi assomiglia molto alla città di Gubbio.
Il format è stato inoltre venduto per il mercato russo, dove si è realizzato un adattamento in cui il protagonista è un rappresentante della Chiesa ortodossa. La serie si intitola Otec Matvej (Отец Матвей). Il ruolo equivalente a quello di don Matteo, un pope della Chiesa ortodossa sposato e con due figli, è interpretato da Vladimir Kolganov mentre la città dove si svolge la serie è Suzdal. È andata in onda da settembre 2014 su ORT 1.

## Promozione
Il 3 maggio 2012, su Rai Premium è andata in onda la quarta puntata del programma Fictionmania dedicata alla serie Don Matteo.
Il 19 novembre 2021, ancora su Rai Premium è andata in onda una puntata del programma Allora in onda dedicata alla serie Don Matteo. Nel corso della puntata è stato mostrato un breve videoframmento dell'edizione del 2000 di Quelli che il calcio, in cui Terence Hill parlava della serie con Fabio Fazio, e ribadiva di essere contento del fatto che per la prima volta aveva interpretato un personaggio in italiano e con la propria voce originale, ovvero senza essere doppiato.

## Merchandising
Il 1º ottobre 2002, Edizioni San Paolo pubblicò un libro dal titolo Don Matteo: La strategia dello scorpione - La rosa antica (ISBN 88-215-4793-0). Il libro, scritto dalla sceneggiatrice del telefilm Alessandra Caneva, contiene una prefazione di Terence Hill e la trasposizione letteraria dei due episodi omonimi della prima stagione, sceneggiati rispettivamente da Domenico Saverni e Anna Samueli.
Dall'aprile del 2004, il settimanale Il Giornalino pubblica delle strisce a fumetti ispirate al telefilm Don Matteo.
Nel maggio del 2004, il settimanale TV Sorrisi e Canzoni ha proposto, come allegato alla rivista, un CD Audio contenente i brani della colonna sonora di Don Matteo, composti da Pino Donaggio.
Il 2 marzo 2005, Edizioni San Paolo ha distribuito nel mercato home video (non in edicola, ma nei negozi fisici e virtuali) un'edizione speciale in DVD dei quattro episodi della prima stagione Anna, La strategia dello scorpione, Il piccolo angelo, In attesa di giudizio. Successivamente, la stessa azienda ha commercializzato i cofanetti DVD delle stagioni complete: la prima stagione nel 2007, la seconda nel 2008, la terza nel 2011 e la quarta nel 2014.
Dal 17 aprile 2008, il settimanale Oggi ha proposto una collezione di DVD contenenti tutti gli episodi della prima e della seconda stagione della serie, in edizione diversa da quella distribuita nei negozi.
Dal 10 gennaio 2013 al 20 giugno 2013, il settimanale A Sua immagine ha proposto una collezione di DVD distribuiti dalle Edizioni Master, contenenti tutti gli episodi della quarta, quinta e sesta stagione.
Dal 16 gennaio 2018 al 7 maggio 2019 vengono pubblicati con TV Sorrisi e Canzoni e la Gazzetta dello Sport, con periodicità settimanale, i DVD contenenti gli episodi di tutte le stagioni della fiction (dalla 1ª alla 11ª) in edicola. Dall'11 febbraio 2020 al 14 aprile dello stesso anno la collezione in edicola continua con i DVD degli episodi della 12ª stagione completa.
Dal 27 agosto 2020 al 7 gennaio 2021 sono stati pubblicati con periodicità settimanale I gialli di don Matteo, su iniziativa della Gazzetta dello Sport e Rai Libri. L'opera, composta da 20 volumi, ricopre parzialmente l'11ª stagione e interamente la 12ª stagione della fiction.

## Influenza culturale
Nel 2016 e nel 2017 la Rai ha prodotto Complimenti per la connessione, lo spin-off di Don Matteo composto da episodi che durano circa 6 minuti. Vi hanno partecipato alcuni componenti del cast principale di Don Matteo (ma non il presbitero protagonista), che nei vari episodi fanno comprendere al pubblico i concetti basilari da sapere per la navigazione in internet. Trasmesso originariamente su Rai1, il programma è stato replicato anche sui canali tematici della Rai.
Nel 2016, in un episodio della serie TV L'ispettore Coliandro, un sacerdote cattolico di nome don Bob colpisce violentemente un criminale, e allora il protagonista esclama "Bravo Don Matteo!" confermando la forte iconicità del personaggio.
Nel 2020 è uscito il singolo Sembro matto del cantautore italiano Max Pezzali, il cui videoclip è ambientato nell'universo immaginario di Don Matteo (infatti vi hanno partecipato diversi componenti del cast fisso della dodicesima stagione della fiction) ed è stato diretto da Cosimo Alemà, regista di alcuni episodi della serie.

## Riconoscimenti
- Festival della televisione di Monte Carlo
  - 2002 – Miglior attore a Terence Hill[53]
  - 2002 – Miglior produttore europeo a Alessandro Jacchia
- Premio TV - Premio regia televisiva
  - 2012 – Miglior fiction[54]
  - 2014 – Miglior fiction[55]
- Italian Global Series Festival
  - 2025 – Candidatura alla miglior serie comedy[56]
  - 2025 – Candidatura al miglior attore protagonista in una serie comedy a Nino Frassica

### Altri riconoscimenti e onorificenze
Il 28 febbraio 2014 è stata conferita la cittadinanza onoraria di Gubbio a Terence Hill "per aver contribuito a dare prestigio, attraverso la straordinaria interpretazione di 'Don Matteo', al patrimonio architettonico, storico, culturale, sociale della Città; per aver stretto in forma pubblica e privata legami speciali con la comunità eugubina, in tante cerimonie e momenti significativi; per essere esempio di coerenza e impegno morale e civile, riferimento per le generazioni attuali con le proposte della sua carriera cinematografica e televisiva".

## Curiosità
- Nell'episodio "Piccole stelle" della 10° stagione in camera della piccola Enrica, è presente un poster di Talent High School - Il sogno di Sofia, un altra serie prodotta dalla Lux Vide.
- Nel 2001 Terence Hill (nei panni di Don Matteo) è stato ospite alla finale del 44° Zecchino d'Oro.
- Nel 2002 Nino Frassica (nei panni del Maresciallo Cecchini) è stato ospite alla finale del 45° Zecchino d'Oro.